# Staurodiscus thalassinus
Staurodiscus thalassinus is een hydroïdpoliep uit de familie Laodiceidae. De poliep komt uit het geslacht Staurodiscus. Staurodiscus thalassinus werd in 1810 voor het eerst wetenschappelijk beschreven door Péron & Lesueur. 